# Andrena khosrovi
Andrena khosrovi är en biart som beskrevs av Osytshnjuk 1993. Andrena khosrovi ingår i släktet sandbin, och familjen grävbin. Inga underarter finns listade i Catalogue of Life.